# Ameglia
Ameglia (im Ligurischen Ameggia) ist eine italienische Gemeinde mit 4283 Einwohnern (Stand 31. Dezember 2023) in der Provinz La Spezia  in Ligurien. 
Die Fraktion Montemarcello ist Mitglied der Vereinigung I borghi più belli d’Italia (Die schönsten Orte Italiens). 

## Lage
Die Gemeinde Ameglia liegt im hydrographischen Becken des Flusses Magra, von dessen Ufern sie sich bis zu den Hängen des Monte Caprione erstreckt. In Lunigiana, in unmittelbarer Nähe zur toskanischen Grenze gelegen, beträgt die Entfernung Ameglias zu La Spezia ungefähr 17 Kilometer, zu Sarzana etwa 8 Kilometer und zu Carrara rund 15 Kilometer.

## Persönlichkeiten
- Anastasio Alberto Kardinal Ballestrero (1913–1998), Erzbischof von Turin, starb in Ameglia